# Oude Hospitaalklooster
Het Oude Hospitaalklooster is een voormalig klooster in Sneek.
Het klooster is gesticht in 1206 en werd naar alle waarschijnlijkheid bewoond door de zusters van de Orde van Sint-Antonius. Over het klooster is vrij weinig informatie bewaard gebleven. In het klooster heeft in 1294 een grote brand gewoed, welke mogelijk is aangestoken. Hierbij kwamen vier nonnen om het leven en ging vrijwel het hele gebouw in vlammen op. Hertog Jan van Beieren had aan het klooster speciale privileges gegeven.
Het klooster is rond 1400 gesloten.
Later werd in de 15e eeuw in Sneek het Hospitaalklooster geopend en hierna volgde in de 20e eeuw het Sint Antonius Kloosterziekenhuis.
Groendijk ·
Jeruzalem ·
Leeuwarderdijk ·
Oude Hospitaal ·
Sint Antonius Ziekenhuis ·
Sint-Jansberg